# Liste der Wappen im Landkreis Neunkirchen
Die Liste der Wappen im Landkreis Neunkirchen zeigt die Wappen der Städte, Gemeinden und ehemals selbständigen Gemeinden im saarländischen Landkreis Neunkirchen.

## Landkreis Neunkirchen

Landkreis Neunkirchen Geteilt von Blau und Silber, oben ein wachsender, goldgekrönter und rotgezungter, mit goldenen Schindeln besäter goldener Löwe, unten vorne eine blaue, goldbebutzte und -bespitzte blaue Rose, hinten ein schwarzes vierspeichiges Zahnrad.[1]
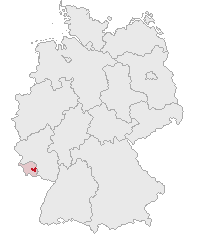
Lage des Landkreises Neunkirchen in Deutschland
Lage des Landkreises Neunkirchen im Saarland

## Wappen der Städte und Gemeinden

Gemeinde Eppelborn Von Rot und Blau durch silbernen Schrägrechtsbalken geteilt; oben ein gestümmelter silberner Adler, unten ein linksgewendeter silberner Doppelhaken mit einer Quersprosse und stumpfen Enden.
Gemeinde Illingen Geviert, oben rechts in Silber ein durchgehendes rotes Kreuz, oben links in Rot ein gestümmelter silberner Adler, unten rechts in blauem mit fünf silbernen Kleeblattfußspitzkreuzen bestreutem Feld ein goldgekrönter rotgezungter doppelschwänziger silberner Löwe, unten links in Silber ein roter Zickzackbalken.
Kreisstadt Neunkirchen (Saar) In Schwarz eine eintürmige silberne Kirche in Vorderansicht mit hohem kreuzbestecktem Helm, offenem spitzbogigen Portal und drei offenen spitzbogigen Fenstern, begleitet oben rechts von einem silbernen Schlägel und einem silbernen Hammer in schräger Kreuzung, oben links von einem speichenlosen silbernen Zahnrad.
Gemeinde Merchweiler In Gold ein schwarzer Göpel, begleitet unten rechts von einem natürlichen roten Rosenzweig, unten links von einem roten Eichenzweig, überdeckt mit einem schwebenden vierlätzigen blauen Turnierkragen und überzogen mit einem roten Zick-Zack-Balken.
Stadt Ottweiler In blau eine silberne Rose.
Gemeinde Schiffweiler In Blau ein goldener Lilienhaspel (Glevenrad), belegt mit einem silbernen Göpelstück, darin pfahlweise ein grünes, gestürztes Lindenblatt, ein grünes Balkenkreuz, beide den Göpelrand berührend, sowie ein schwarzes Schlägel und Eisen im Göpelstückfuß.
Gemeinde Spiesen-Elversberg In Rot eine goldene Spitze, belegt mit einem gekrönten roten Löwen, der in der rechten Pranke eine schwarze Grubenlampe mit silbernem Glas und roter Flamme hält; die Spitze beiderseits begleitet von je einem durchgehenden goldenen Kreuz.

- Gemeinde
Eppelborn
Von Rot und Blau durch silbernen Schrägrechtsbalken geteilt; oben ein gestümmelter silberner Adler, unten ein linksgewendeter silberner Doppelhaken mit einer Quersprosse und stumpfen Enden.[2]
- Gemeinde
Illingen
Geviert, oben rechts in Silber ein durchgehendes rotes Kreuz, oben links in Rot ein gestümmelter silberner Adler, unten rechts in blauem mit fünf silbernen Kleeblattfußspitzkreuzen bestreutem Feld ein goldgekrönter rotgezungter doppelschwänziger silberner Löwe, unten links in Silber ein roter Zickzackbalken.[3]
- Kreisstadt
Neunkirchen (Saar)
In Schwarz eine eintürmige silberne Kirche in Vorderansicht mit hohem kreuzbestecktem Helm, offenem spitzbogigen Portal und drei offenen spitzbogigen Fenstern, begleitet oben rechts von einem silbernen Schlägel und einem silbernen Hammer in schräger Kreuzung, oben links von einem speichenlosen silbernen Zahnrad.[4]
- Gemeinde
Merchweiler
In Gold ein schwarzer Göpel, begleitet unten rechts von einem natürlichen roten Rosenzweig, unten links von einem roten Eichenzweig, überdeckt mit einem schwebenden vierlätzigen blauen Turnierkragen und überzogen mit einem roten Zick-Zack-Balken.[5]
- Stadt
Ottweiler
In blau eine silberne Rose.[6]
- Gemeinde
Schiffweiler
In Blau ein goldener Lilienhaspel (Glevenrad), belegt mit einem silbernen Göpelstück, darin pfahlweise ein grünes, gestürztes Lindenblatt, ein grünes Balkenkreuz, beide den Göpelrand berührend, sowie ein schwarzes Schlägel und Eisen im Göpelstückfuß.[7]
- Gemeinde
Spiesen-Elversberg
In Rot eine goldene Spitze, belegt mit einem gekrönten roten Löwen, der in der rechten Pranke eine schwarze Grubenlampe mit silbernem Glas und roter Flamme hält; die Spitze beiderseits begleitet von je einem durchgehenden goldenen Kreuz.[8]

## Ehemalige Ämter mit eigenem Wappen

Amt Spiesen Von Silber und Schwarz durch eine flache Spitze geteilt, oben eine rote, goldbebutzt und grünbespitzte rote Rose an grünem Stiel mit zwei goldenen Blättern, begleitet von zwei wachsenden grünen Ähren, unten eine goldene Grubenlampe mit silbernem Glas, beseitet von zwei goldenen Fußspitzkleeblattkreuzen.
Amt Wiebelskirchen Innerhalb eines achtfach geständerten schwarz-goldenen Bordes in Blau eine goldene Wolfsangel mit zwei Mittelsprossen und stumpfen Enden, begleitet oben von zwei goldenen Pflugscharen, unten von zwei goldenen Lilien.[9]

## Ehemalige Gemeinden mit eigenem Wappen

Gemeinde Bubach-Calmesweiler Durch goldene Wellendeichsel geteilt und gespalten, oben in Rot ein durchgehendes Kreuz, rechts in Grün ein silbernes Buchenblatt, links in Grün ein silberner Eiskristall.
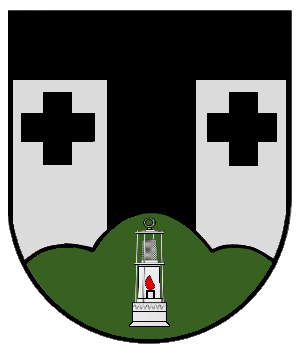
Gemeinde Elversberg altes Wappen In Silber ein schwarzer, von zwei schwarzen Kreuzen begleiteter Hauptpfahl, aufgesetzt auf einem grünen Dreiberg, dieser belegt mit einer silbernen Grubenlampe mit roter Flamme.
Gemeinde Eppelborn altes Wappen Auf schwarzem Grund ein silberner Schrägrechtsbalken begleitet von einem silbernen sechseckigen Stern im Obereck.
Gemeinde Fürth In Blau ein goldener Schräglinksbalken überdeckt durch einen silbernen Wellenschrägbalken.
Gemeinde Hangard In Blau ein rotbezungter goldener Löwe, begleitet von 5 (2:2:1) goldenen Lilien.
Gemeinde Heiligenwald In dem schräg-rechts geteilten Schild mit aufgelegtem silbernem Herzschild oben links in Grün ein silbernes gleicharmiges, schwebendes, rechts unten durch den Herzschild überdecktes Kreuz, unten rechts in Silber ein grüner Eichenzweig mit sechs Blättern; im silbernen Herzschild schwarzer Hammer und Schlägel, schräggekreuzt.
Gemeinde Hirzweiler In Gold ein springender, roter Hirsch, überdeckt von einem blauen Wellenbalken.
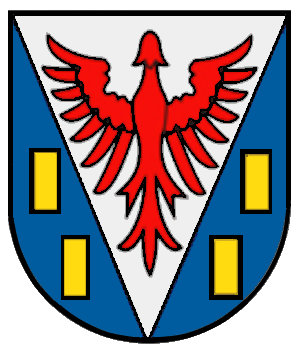
Gemeinde Humes In Blau eine gestürzte silberne Spitze, darin ein gestümmelter roter Adler; die Spitze begleitet auf beiden Seiten von je zwei (1:1) goldenen Schindeln.
Gemeinde Hüttigweiler In Gold ein schwarzes Andreaskreuz, belegt von silbernem Herzschild mit rotem Kreuz.
Gemeinde Illingen altes Wappen In silbernem Schild ein nach unten geöffneter roter Zickzackbalken.
Gemeinde Landsweiler-Reden Schrägrechts geteilt; oben in blau ein achtspeichiges goldenes Glevenrad, unten in Silber schräggekreuzter schwarzer Schlägel und Hammer.
Gemeinde Lautenbach In Silber an kurzem rotem Schaft der rote Kopf einer so genannten Radnadel, bestehend aus zwei ineinandergelegten Ringen und acht Speichen, von denen vier in Kreuzform bis zur Mitte durchgehen, die übrigen vier nur die beiden Ringe verbinden.
Gemeinde Merchweiler altes Wappen In goldenem Felde zwei rote Zickzack-Balken, überhöht von einem blauen vierlätzigen Turnierkragen.
Gemeinde Münchwies Von Silber und Grün schräglinks geteilt, oben ein grünes Kreuz, unten eine silberne heraldische Lilie.
Gemeinde Schiffweiler altes Wappen In Schwarz ein goldenes Glevenrad.
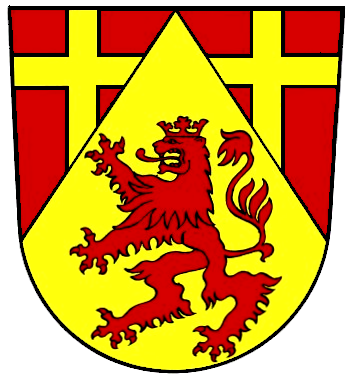
Gemeinde Spiesen In Rot eine goldene Spitze, belegt mit einem gekrönten, roten Löwen, beiderseits aus der Spitze wachsend je ein goldenes Kreuz.
Gemeinde Steinbach Im Wellenschnitt geteilt von Silber und Grün, oben balkenweise drei schwarze Rauten, unten eine silberne Rose.
Gemeinde Stennweiler In Blau eine bewurzelte goldene Linde mit zwei Hauptästen und elf Blättern über blau gefugtem goldenem Mauerwerk im Schildfuß.
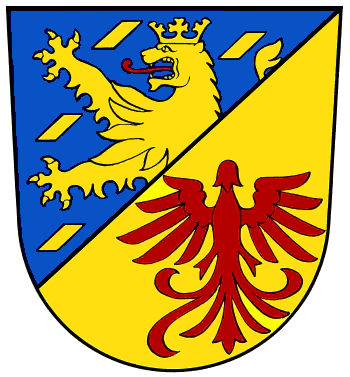
Gemeinde Uchtelfangen In schräglinks geteiltem Schild im oberen von goldenen Schindeln besäten blauen Feld ein aus der Teilungslinie wachsender goldener, gekrönter, rotbezungter Löwe; im goldenen unteren Feld ein roter, gestümmelter Adler.
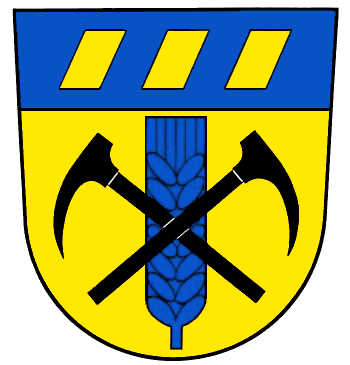
Gemeinde Welschbach Unter blauem Schildhaupt, darin balkenweise drei goldene Schindeln, in Gold eine blaue Ähre, belegt von zwei schwarzen gekreuzten Bergmannspickeln.
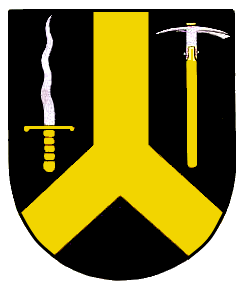
Gemeinde Wemmetsweiler In Schwarz ein goldener Göppel, begleitet oben rechts von einem goldgegrifften, silbernen Flammenschwert, links von einer goldstieligen silbernen Hacke.
Gemeinde Wiebelskirchen In Schwarz ein goldener Zickzackbalken in Form eines W, von einem goldenen Kreuz besteckt.
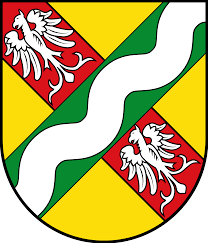
Gemeinde Wiesbach In Gold ein roter Schrägrechtsbalken, belegt mit drei silbernen gestümmelten Adlern, überdeckt durch einen grünen Schräglinksbalken, belegt mit silbernem Wellenbalken.
Gemeinde Wustweiler In Grün drei silberne Rauten.

- Gemeinde
Bubach-Calmesweiler
Durch goldene Wellendeichsel geteilt und gespalten, oben in Rot ein durchgehendes Kreuz, rechts in Grün ein silbernes Buchenblatt, links in Grün ein silberner Eiskristall.[10]
- Gemeinde
Elversberg altes Wappen
In Silber ein schwarzer, von zwei schwarzen Kreuzen begleiteter Hauptpfahl, aufgesetzt auf einem grünen Dreiberg, dieser belegt mit einer silbernen Grubenlampe mit roter Flamme.[11]
- Gemeinde
Eppelborn altes Wappen
Auf schwarzem Grund ein silberner Schrägrechtsbalken begleitet von einem silbernen sechseckigen Stern im Obereck.[12]
- Gemeinde
Fürth
In Blau ein goldener Schräglinksbalken überdeckt durch einen silbernen Wellenschrägbalken.[13]
- Gemeinde
Hangard
In Blau ein rotbezungter goldener Löwe, begleitet von 5 (2:2:1) goldenen Lilien.[14]
- Gemeinde
Heiligenwald
In dem schräg-rechts geteilten Schild mit aufgelegtem silbernem Herzschild oben links in Grün ein silbernes gleicharmiges, schwebendes, rechts unten durch den Herzschild überdecktes Kreuz, unten rechts in Silber ein grüner Eichenzweig mit sechs Blättern; im silbernen Herzschild schwarzer Hammer und Schlägel, schräggekreuzt.[15]
- Gemeinde
Hirzweiler
In Gold ein springender, roter Hirsch, überdeckt von einem blauen Wellenbalken.[16]
- Gemeinde
Humes
In Blau eine gestürzte silberne Spitze, darin ein gestümmelter roter Adler; die Spitze begleitet auf beiden Seiten von je zwei (1:1) goldenen Schindeln.[17]
- Gemeinde
Hüttigweiler
In Gold ein schwarzes Andreaskreuz, belegt von silbernem Herzschild mit rotem Kreuz.[18]
- Gemeinde
Illingen altes Wappen
In silbernem Schild ein nach unten geöffneter roter Zickzackbalken.[19]
- Gemeinde
Landsweiler-Reden
Schrägrechts geteilt; oben in blau ein achtspeichiges goldenes Glevenrad, unten in Silber schräggekreuzter schwarzer Schlägel und Hammer.[20]
- Gemeinde
Lautenbach
In Silber an kurzem rotem Schaft der rote Kopf einer so genannten Radnadel, bestehend aus zwei ineinandergelegten Ringen und acht Speichen, von denen vier in Kreuzform bis zur Mitte durchgehen, die übrigen vier nur die beiden Ringe verbinden.[21]
- Gemeinde
Merchweiler altes Wappen
In goldenem Felde zwei rote Zickzack-Balken, überhöht von einem blauen vierlätzigen Turnierkragen.[22]
- Gemeinde
Münchwies
Von Silber und Grün schräglinks geteilt, oben ein grünes Kreuz, unten eine silberne heraldische Lilie.[23]
- Gemeinde
Schiffweiler altes Wappen
In Schwarz ein goldenes Glevenrad.[24]
- Gemeinde
Spiesen
In Rot eine goldene Spitze, belegt mit einem gekrönten, roten Löwen, beiderseits aus der Spitze wachsend je ein goldenes Kreuz.[25]
- Gemeinde
Steinbach
Im Wellenschnitt geteilt von Silber und Grün, oben balkenweise drei schwarze Rauten, unten eine silberne Rose.[26]
- Gemeinde
Stennweiler
In Blau eine bewurzelte goldene Linde mit zwei Hauptästen und elf Blättern über blau gefugtem goldenem Mauerwerk im Schildfuß.[27]
- Gemeinde
Uchtelfangen
In schräglinks geteiltem Schild im oberen von goldenen Schindeln besäten blauen Feld ein aus der Teilungslinie wachsender goldener, gekrönter, rotbezungter Löwe; im goldenen unteren Feld ein roter, gestümmelter Adler.[28]
- Gemeinde
Welschbach
Unter blauem Schildhaupt, darin balkenweise drei goldene Schindeln, in Gold eine blaue Ähre, belegt von zwei schwarzen gekreuzten Bergmannspickeln.[29]
- Gemeinde
Wemmetsweiler
In Schwarz ein goldener Göppel, begleitet oben rechts von einem goldgegrifften, silbernen Flammenschwert, links von einer goldstieligen silbernen Hacke.[30]
- Gemeinde
Wiebelskirchen
In Schwarz ein goldener Zickzackbalken in Form eines W, von einem goldenen Kreuz besteckt.[31]
- Gemeinde
Wiesbach
In Gold ein roter Schrägrechtsbalken, belegt mit drei silbernen gestümmelten Adlern, überdeckt durch einen grünen Schräglinksbalken, belegt mit silbernem Wellenbalken.[32]
- Gemeinde
Wustweiler
In Grün drei silberne Rauten.[33]